# Wszystkie odloty Cheyenne’a
Wszystkie odloty Cheyenne’a (ang. This Must Be the Place) – włosko-francusko-irlandzki komediodramat z 2011 roku w reżyserii Paola Sorrentino.

## Fabuła
Cheyenne (Sean Penn) był swego czasu gwiazdą rocka. Śpiewał z nim nawet Mick Jagger. Obecnie wiedzie życie muzycznego emeryta w Dublinie i utrzymuje się z tantiem, w dalszym ciągu wystylizowany na ekstrawaganckiego gotyckiego gwiazdora. Jego przyjacielem jest David Byrne, lider zespołu Talking Heads. Wszystko się zmienia, gdy umiera jego ojciec, mieszkający w USA.
Cheyenne wprawdzie nie rozmawiał z nim od wielu lat, ale wydarzenie to bardzo go porusza. Zwłaszcza, gdy dowiaduje się, że ojciec przez całe życie chciał się zemścić na byłym hitlerowcu, który prześladował go w obozie w Auschwitz. Ojcu nie udało się dopaść zbrodniarza. Poruszony Cheyenne postanawia kontynuować jego misję. Wyrusza w podróż po Ameryce w poszukiwaniu byłego nazisty.

## Obsada
- Sean Penn jako Cheyenne
- Frances McDormand jako Jane
- Judd Hirsch jako Mordecai Midler
- Eve Hewson jako Mary
- Kerry Condon jako Rachel
- Harry Dean Stanton jako Robert Plath
- Joyce Van Patten jako Dorothy Shore
- David Byrne jako on sam
- Olwen Fouéré jako matka Mary
- Shea Whigham jako Ernie Ray

## Produkcja
Zdjęcia kręcono w Dublinie oraz w stanach Michigan i Nowy Meksyk.

## Ciekawostki
- Reżyser przyznawał w wywiadach, że postać Cheyenne’a jest fizycznie wzorowana na Robercie Smicie, liderze The Cure.

- Oryginalny tytuł filmu This Must Be the Place (dosł. „To musi być to miejsce”) pochodzi od tytułu piosenki zespołu Talking Heads, wykorzystanej kilkakrotnie w filmie, w tym w scenie koncertu Davida Byrne’a z zespołem.